# 类乌齐县
类乌齐县（藏語：རི་བོ་ཆེ་རྫོང，威利转写：ri bo che rdzong，藏语拼音：Riwoqê Zong）是中華人民共和國西藏自治區昌都市的一個縣。該縣為1960年成立，地形為高山峽谷地形。

## 行政区划
类乌齐县下辖2个镇、8个乡：
类乌齐镇、桑多镇、甲桑卡乡、长毛岭乡、岗色乡、吉多乡、宾达乡、卡玛多乡、尚卡乡和伊日乡。

## 人口
根據全國第七次人口普查結果顯示：全县常住人口为58856人。

## 交通
- 214国道、 317国道过境。